# یکه‌قوز بالا
یکه‌قوز بالا، روستایی از توابع بخش مرکزی شهرستان کلاله در استان گلستان ایران است.

## جمعیت
این روستا در دهستان آق سو قرار دارد و براساس سرشماری مرکز آمار ایران در سال ۱۳۸۵، جمعیت آن ۱٬۸۰۸ نفر (۳۷۹خانوار) بوده است.